# Kopenhagener Straße

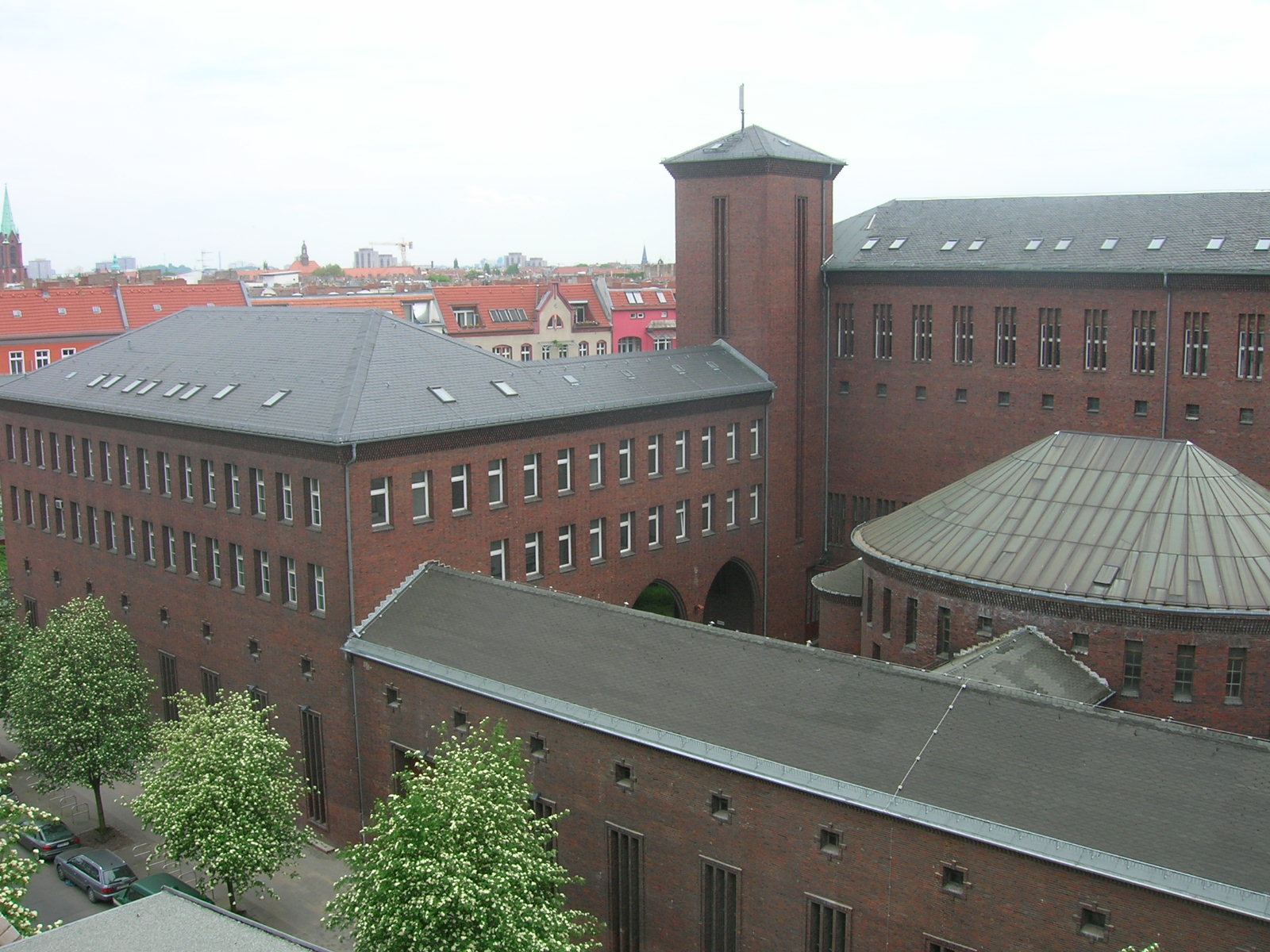
Estación de transformación de electricidad Humboldt en el Kopenhagener Straße.

Kopenhagener Straße, es una calle ubicada en el barrio más popular de Berlín, Prenzlauer Berg, se extiende entre el Schönhauser Allee en su Este, hasta el Mauerpark en el Oeste, un parque marcando la frontera antigua donde el Muro de Berlín había separado el zona de ocupación soviética de la zona de ocupación francesa durante la Guerra Fría. Con sus 850 metros cuenta con 61 edificios residenciales construidos en el estilo del Modernismo, en los primeros años del siglo XX. Además cuenta con 4 parques para juego infantil. Del Este hacia el oeste está cruzada por las calles: Rhinower Straße, Sonnenburger Straße, pues por el Ystader Straße, y finalmente termina en el Schwedter Straße, donde está el Mauerpark.

## Historia
La calle Sonnenburger Straße tenía un puente que cruzaba el ferrocarril hasta fines de la Segunda Guerra Mundial, hasta cuando los Nazis lo destruyeron con intención de impedir la avanzada de las fuerzas soviéticas. Tres edificios en el Kopenhagener Straße se vieron destruidos por eso. Como substitución se realizó un puente pedestre de 60 metros durante el gobierno de la República Democrática Alemana (RDA).
Ya antes de la reunificación alemana en 1991, la Kopenhagener Straße estaba poblada de artesanos, a menudo oprimidos o vigilados por el gobierno. Hoy en día también muchos actores, autores y arquitectos viven o trabajan en la calle. Aproximadamente la mitad de los residentes actuales también vivían en la calle antes de la reunificación. La mayoría de los residentes más recientes vienen de Alemania Oeste y otros países Europeos, además unos latinoamericanos y norteamericanos.

## Cultura
A pesar de la renovación de la mayoría de los antiguos edificios desde la reunificación alemana, ha sobrevivido en esta calle de adoquín la calma y creatividad de antes. Por ello la Kopenhagener Straße ha sido elegida para tornar películas que dan gusto a la nostalgía de la RDA, por ejemplo Der Rote Kakadu y Sommer vorm Balkon.
Un estudio hecho por el departamento de geografía en la Universidad Humboldt de Berlín contó unos 45 artistas en el Kopenhagener Straße, lo que presenta un formidable agregado funcional creativo. Además se pueden encontrar varios cafés, restaurantes, bares y el famoso "Mittwochsclub" (el club del Miércoles ubicado en la cueva debajo del Kohlenquelle-café en el Kopenhagener Str. 16). La estructura más destacada de la calle es la antigua subestación eléctrica Humboldt en Kopenhagener Straße 61 (en la esquina con la Sonnenburger Str.), que fue realizada por el reconocido arquitecto industrial alemán Hans Heinrich Müller. Una finca experimental para niños (el Kinderbauernhof Prenzlauer Berg Moritzhof) está en el punto Oeste de la Kopenhagener Strasse, y es notable por la presencia de caballos, cabras y otros animales en medio de esta ciudad densísima.